# The Hostage (1917)
The Hostage é um filme de drama mudo americano de 1917 dirigido por Robert Thornby e escrito por Beulah Marie Dix. O filme é estrelado por Wallace Reid, Dorothy Abril, Gertrude Short, Clarence Geldart, Guy Oliver e Marcia Manon. O filme foi lançado em 10 de setembro de 1917, pela Paramount Pictures.

## Elenco
- Wallace Reid como Tenente Kemper
- Dorothy Abril como Nathalia
- Gertrude Short como Sophia
- Clarence Geldart como brigadeiro
- Guy Oliver como Vanvoyd
- Marcia Manon como Eunice
- Noah Beery, Sr. como Boyadi
- George Spaulding como Ragnor
- Lillian Leighton como Marienka
- Lucien Littlefield como Paul

## Recepção
Como muitos filmes americanos da época, The Hostage foi sujeito a cortes por órgãos de censura de filmes municipais e estaduais. O Chicago Board of Censors ordenou o corte das duas primeiras cenas de tortura e a exibição de quatro cenas de tortura adicionais.